# Дипалладийтантал
Дипалладийтантал — бинарное неорганическое соединение, интерметаллид
палладия и тантала
с формулой TaPd2,
кристаллы.

## Получение
- Сплавление стехиометрических количеств чистых веществ:

{\displaystyle {\mathsf {2Pd+Ta\ {\xrightarrow {1800^{o}C}}\ TaPd_{2}}}}

## Физические свойства
Дипалладийтантал образует кристаллы
ромбической сингонии,
пространственная группа I mmm,
параметры ячейки a = 0,2896 нм, b = 0,8397 нм, c = 0,3790 нм, Z = 2,
структура типа диплатинамолибдена MoPt2
.
Соединение образуется по перитектической реакции при температуре ≈1670°С
или конгруэнтно плавится при температуре ≈1800°С .